# Amphimachairodus
Genre
Espèces de rang inférieur
- † A. giganteus (Zdansky, 1924), espèce type, ex Machairodus palanderi (Zdansky 1924)[1]
- † A. kabir Peigne et al., 2005
- † A. kurteni Sotnikova, 1992
- † A. coloradensis Anton et al., 2013
- † A. alvarezi Ruiz-Ramoni et al., 2019

Amphimachairodus est un genre fossile de grands félins de la sous-famille des machairodontinés qui a vécu au Miocène supérieur, il y a environ entre 9,5 et 5,3 millions d'années. Il fait partie de la tribu des Homotherini au sein des Machairodontinae avec des genres tels que Xenosmilus, Homotherium et Nimravides. Ses fossiles ont été retrouvés en Eurasie, en Afrique et en Amérique du Nord,.

## Description

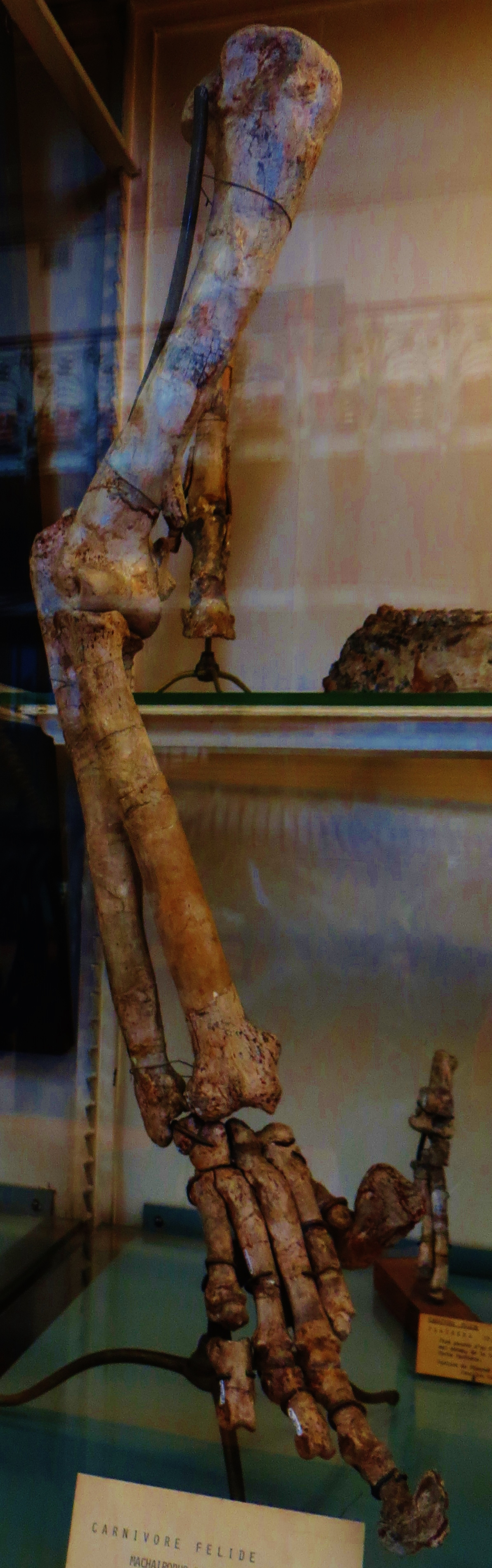
Membre avant exposé dans la Galerie de Paléontologie et d'Anatomie comparée du Muséum national d'histoire naturelle, Paris.

Amphimachairodus giganteus présentait un dimorphisme sexuel marqué, les mâles étant beaucoup plus gros que les femelles. 
Amphimachairodus kabir était une grande espèce d’Afrique centrale qui pouvait peser entre 350 à 490 kilos, ce qui en fait l'un des plus lourds félins de l'histoire derrière le Lion américain. 
L’espèce Amphimachairodus coloradensis, originaire des États-Unis (anciennement Machairodus coloradensis), était un animal de grande taille, environ 1,20 mètre au garrot, selon les reconstructions squelettique et de l'animal en vie, en faisant potentiellement l’un des plus grands félidés connus. Cette espèce se distingue de A. giganteus par de subtiles différences dans la forme de sa mandibule. Par sa taille et ses proportions, A. giganteus ressemblait remarquablement à un lion ou à un tigre moderne et avait une hauteur de 1,10 mètre au garrot. L'espèce a une longueur de crâne d'environ 35 cm. 
Amphimachairodus mesurait environ 2 mètres de long. Il chassait probablement comme prédateur en embuscade. Ses pattes étaient trop courtes pour supporter une longue poursuite, mais c'était probablement un bon sauteur. Il a probablement utilisé ses canines pour ouvrir la gorge de sa proie, sectionner les artères principales et éventuellement écraser la trachée. Ses dents étaient enracinées dans la bouche et n'étaient pas aussi délicates que celles de la plupart des autres tigres à dents de sabre de l'époque, qui avaient de très longues canines qui saillaient de leur bouche. Les crocs d'Amphimachairodus pouvaient cependant s'insérer facilement dans sa bouche tout en étant suffisamment longs pour être efficaces pour la chasse. Amphimachairodus possédait également une queue plus longue que la plupart des autres grands genres de machairodontinés.